# LATAM Airlines Group
LATAM Airlines Group S.A., più semplicemente nota come LATAM, è una holding cilena di trasporto aereo di passeggeri e carico merci, con sede a Las Condes, in Cile. Ha una sede secondaria a San Paolo, in Brasile, e uffici in Colombia, Ecuador, Paraguay e Perù.

## Storia
Il 13 agosto 2010 la compagnia aerea cilena LAN Airlines e quella brasiliana TAM Linhas Aéreas firmarono un accordo non vincolante per la fusione; l'accordo vincolante venne poi firmato il 19 gennaio successivo, per giungere al completamento dell'operazione il 22 giugno 2012, quando LAN Airlines acquisì il 100% di TAM, assumendo il nome di LATAM. Nell'agosto del 2015 la società annunciò che tutte le compagnie aeree di sua proprietà avrebbero adottato il marchio unico LATAM, abbandonando così i precedenti LAN e TAM. L'introduzione del nuovo marchio venne accompagnato da una nuova livrea unificata da applicare su tutti gli aeromobili del gruppo entro il 2018.

### La fusione tra LAN e TAM
La fusione tra le due compagnie fu approvata dall'autorità antitrust cilena il 21 settembre 2011, a patto che venissero rispettate alcune limitazioni, come per esempio la cessione di quattro slot all'Aeroporto Internazionale Guarulhos di San Paolo a compagnie aeree concorrenti interessate a operare voli diretti verso l'Aeroporto Internazionale Arturo Merino Benítez di Santiago del Cile, aderire a un'unica alleanza globale, qualunque essa fosse, poiché LAN aderiva a Oneworld e TAM a Star Alliance o ancora la riduzione dei posti offerti sulle rotte tra il Cile e il Brasile, dove la nuova compagnia ne avrebbe avuto quasi il monopolio. Il 14 dicembre 2011 anche l'autorità antitrust brasiliana approvò la fusione, imponendo comunque delle limitazioni, simili a quelle già richieste dall'autorità cilena: LATAM avrebbe dovuto scegliere un'alleanza entro il mese di agosto 2012 e le frequenze tra San Paolo e Santiago del Cile dovranno essere ridotte.Il 7 marzo 2013, LATAM ha annunciato la sua decisione finale di scegliere Oneworld come unica alleanza globale delle compagnie aeree; di conseguenza, TAM ha lasciato Star Alliance a fine del 2014.

### Uscita da Oneworld e ingresso di Delta Air Lines nella società
Il 26 settembre 2019 Delta Air Lines, ha annunciato i suoi piani per acquistare del 20% di LATAM per $ 1,9 miliardi, al fine di espandere l'accesso di Delta al mercato latinoamericano. Inoltre, la compagnia aerea statunitense si è impegnata a pagare la commissione di uscita di LATAM da Oneworld, oltre a prendere in consegna gli Airbus A350-1000 che LATAM aveva in ordine. Il 1º gennaio 2020, è stato riferito che l'acquisizione da parte di Delta Air Lines della quota del 20% nel gruppo LATAM è stata completata mentre l'amministratore delegato del gruppo, Enrique Cueto, si è dimesso il 31 marzo 2020 ed è stato sostituito da Roberto Alvo. Il 31 gennaio dello stesso anno, LATAM ha annunciato che avrebbe lasciato Oneworld tre mesi dopo, il 1º maggio.

### Fallimento
Il 26 maggio 2020, LATAM ha presentato istanza di fallimento ai sensi del Chapter 11 negli Stati Uniti a causa dei problemi economici attribuiti all'impatto della pandemia di COVID-19 sull'aviazione. La società ha annunciato che la sua controllata LATAM Perú avrebbe aiutato a distribuire gratuitamente vaccini in quindici province del Perù, per contribuire alle difficoltà riscontrate dalla pandemia di COVID-19 nel Paese.

## Azionariato
L'azionariato di LATAM Airlines Group al 10 gennaio 2020 è così composto:
| Azionista                                    | Quota |
| -------------------------------------------- | ----- |
| Cueto Group                                  | 21,5% |
| Delta Air Lines                              | 20,0% |
| Administradoras de Fondos de Pensiones (AFP) | 17,6% |
| Qatar Airways                                | 10,0% |
| American depositary receipts (ADR)           | 3,4%  |
| Amaro Group                                  | 2,0%  |
| Investitori stranieri                        | 9,7%  |
| Altri                                        | 15,9% |

## Operazioni
LATAM Airlines Group è uno dei più grandi gruppi aerei del mondo in termini di network, con le sue controllate che operano una flotta combinata di 319 aeromobili fornendo servizi di trasporto passeggeri in 133 destinazioni in 23 paesi. Inoltre, il gruppo ha 15 aeromobili cargo che forniscono servizi di trasporto merci in 149 destinazioni in 28 paesi.
I principali hub di LATAM sono l'Aeroporto Internazionale Arturo Merino Benítez di Santiago del Cile, l'Aeroporto Internazionale Jorge Chávez di Lima, l'Aeroporto Internazionale Guarulhos di San Paolo e l'Aeroporto Internazionale di El Dorado di Bogotà.

### Compagnie controllate
LATAM ha 10 compagnie aeree, 7 passeggeri e 3 cargo, basate in 6 Stati dell'America Latina, così distribuite:
| Stato    | Compagnia/e          | Codice IATA |
| -------- | -------------------- | ----------- |
| Brasile  | LATAM Brasil         | JJ          |
| Brasile  | LATAM Cargo Brasil   | M3          |
| Cile     | LATAM Airlines Chile | LA          |
| Cile     | LATAM Cargo Chile    | UC          |
| Cile     | LATAM Express        | LU          |
| Colombia | LATAM Colombia       | 4C          |
| Colombia | LATAM Cargo Colombia | L7          |
| Ecuador  | LATAM Ecuador        | XL          |
| Paraguay | LATAM Paraguay       | PZ          |
| Perù     | LATAM Perú           | LP          |

### Compagnie non più controllate
| Stato     | Compagnia/e        | Codice IATA | Note                       |
| --------- | ------------------ | ----------- | -------------------------- |
| Argentina | LATAM Argentina    | 4M          | Cessate operazioni di volo |
| Messico   | LATAM Cargo México | M7          | Ceduta a Mas Air           |

## Flotta

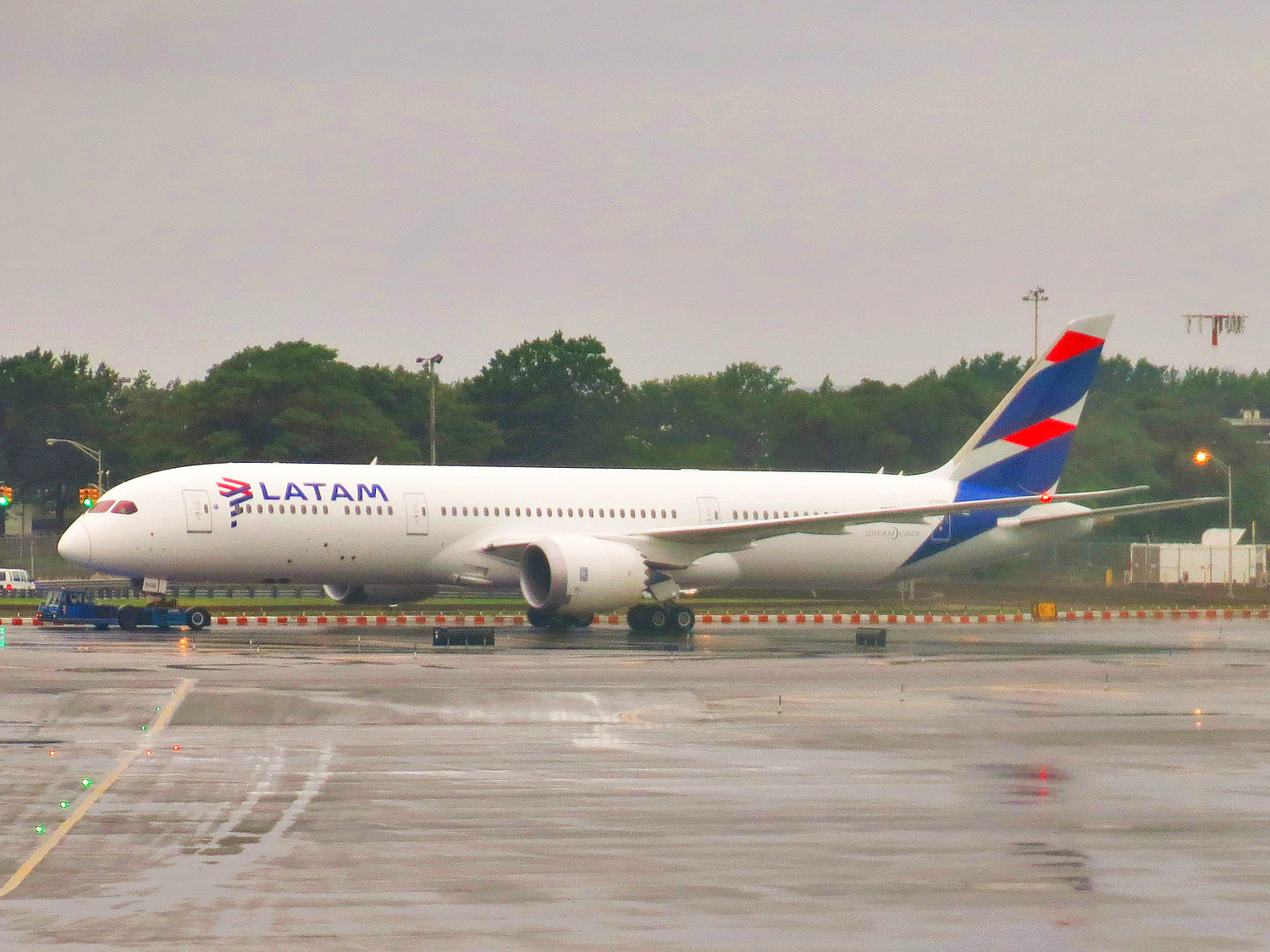
Un Boeing 787-9 Dreamliner di LATAM Airlines all'Aeroporto Internazionale John F. Kennedy a luglio 2016

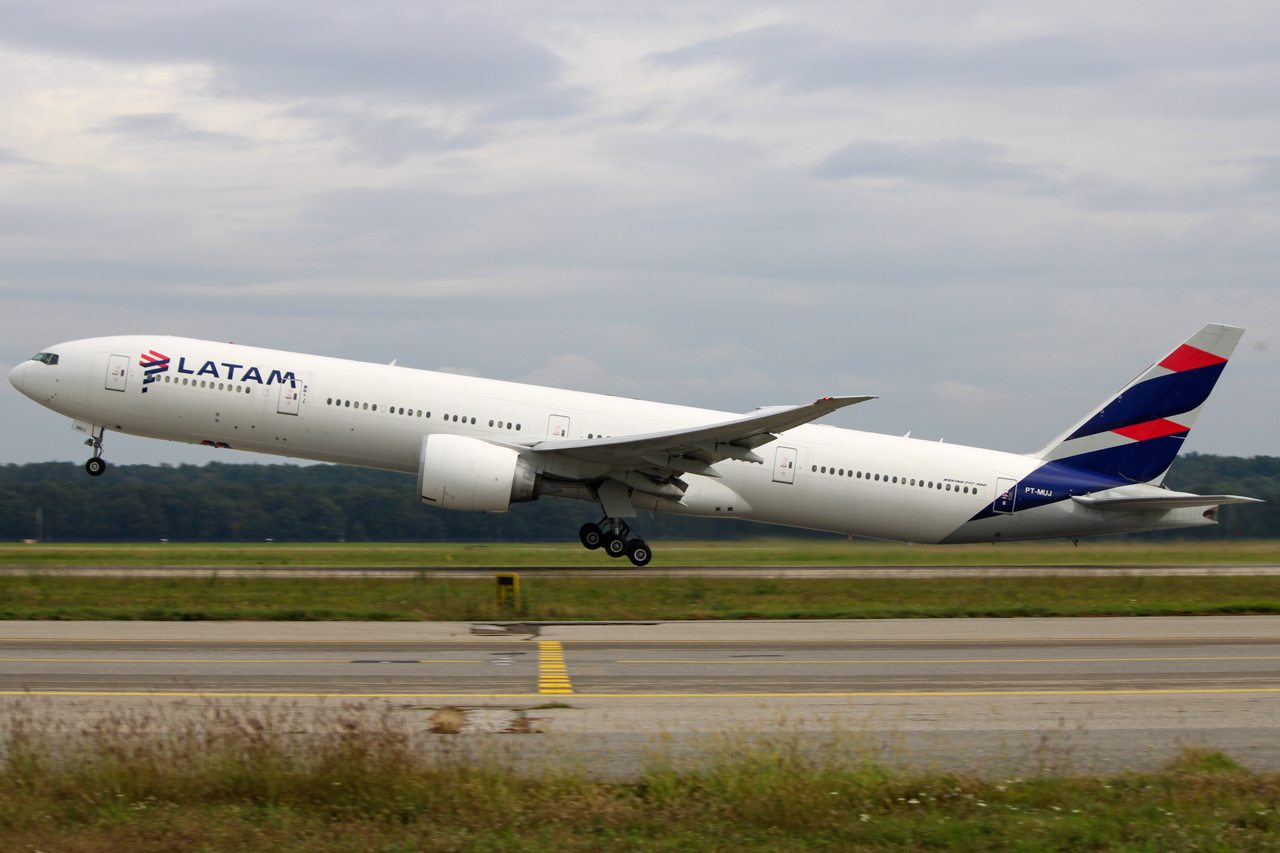
Un Boeing 777-300ER di LATAM Airlines Brasil all'Aeroporto di Milano Malpensa nel 2023

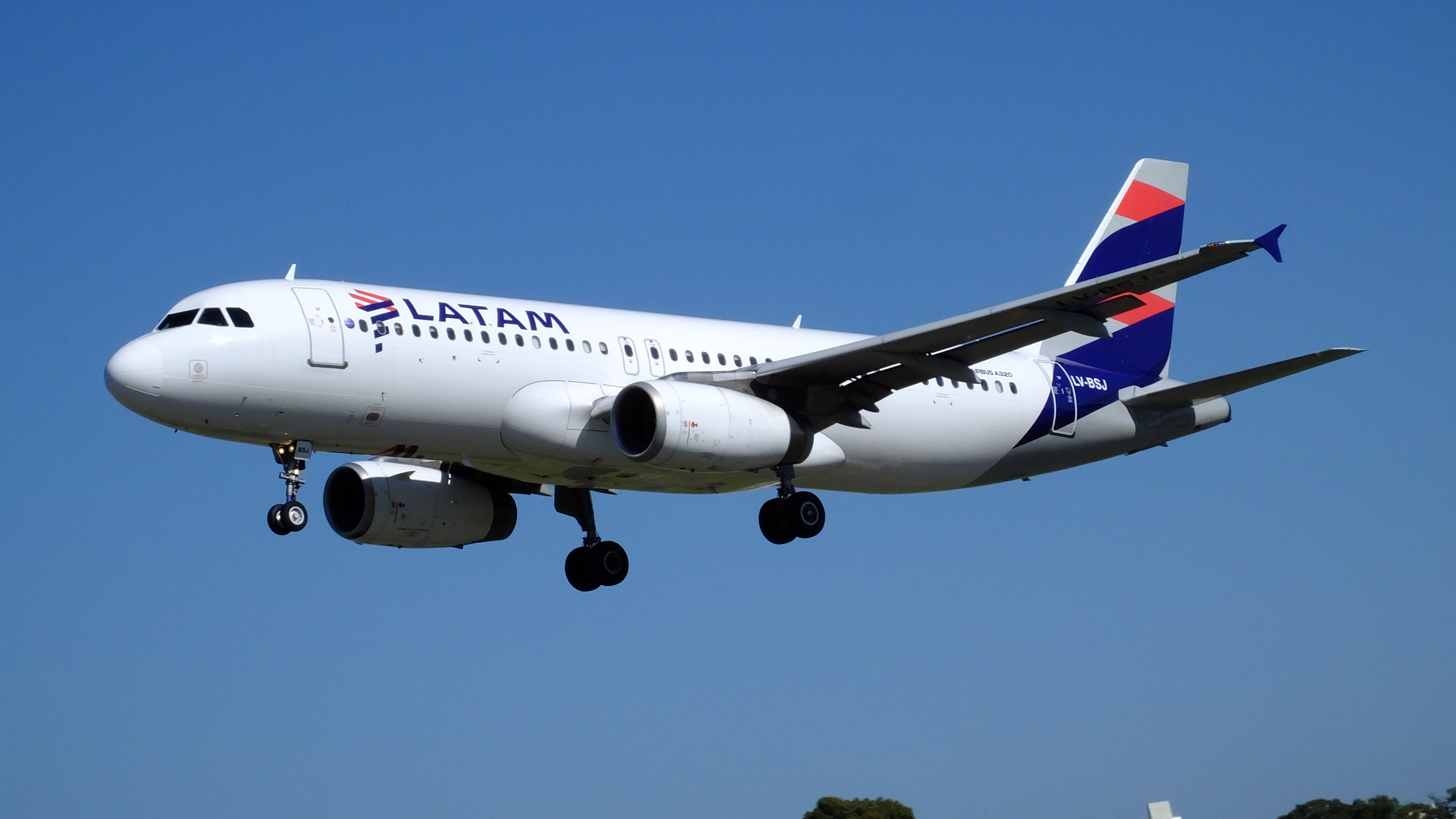
Un Airbus A320-200 di LATAM Argentina all'Aeroporto di Porto Alegre-Salgado Filho nel 2016

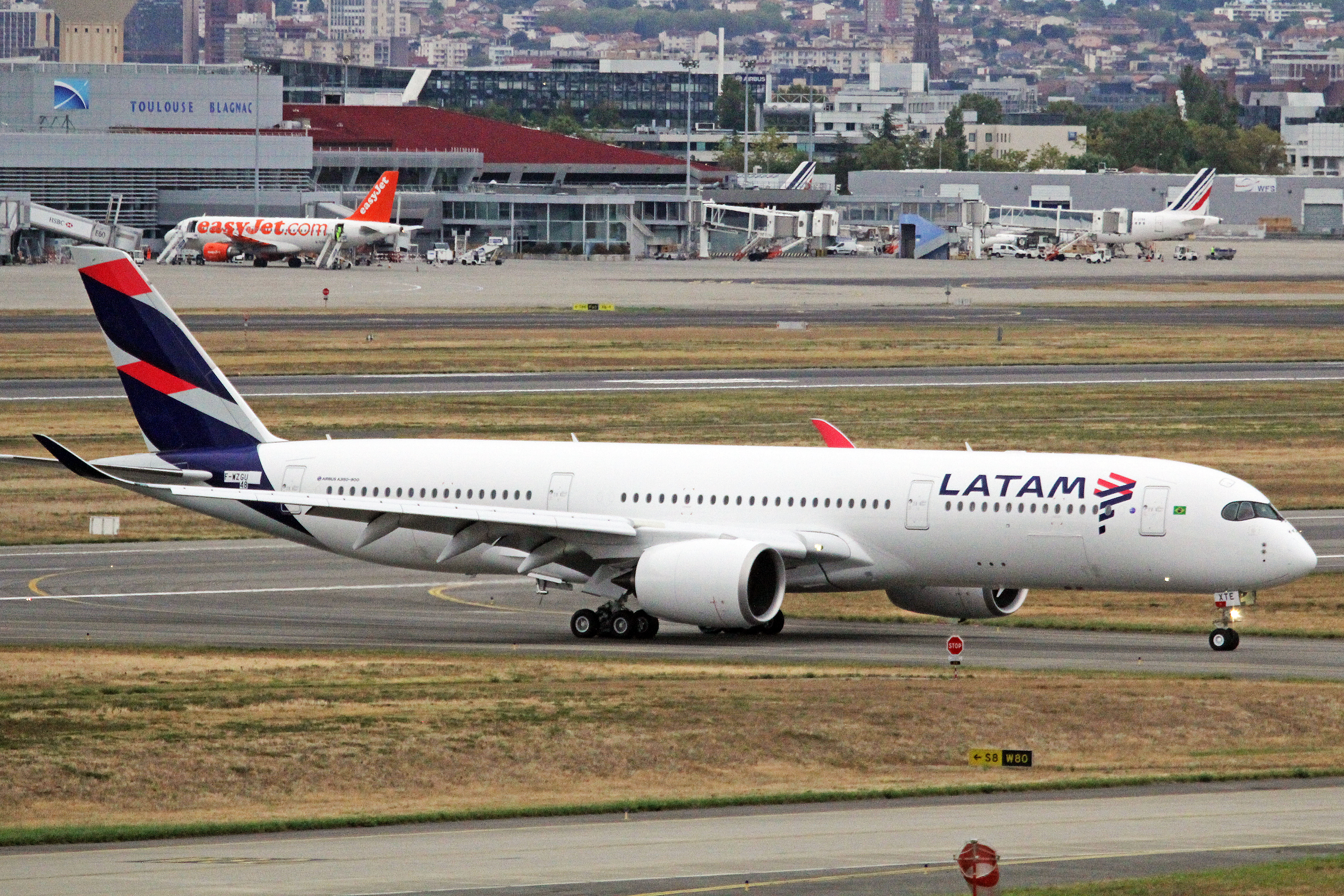
Un Airbus A350-900 XWB di LATAM Brasil all'Aeroporto di Tolosa Blagnac nel 2016

Gli aerei con il quale LATAM Airlines Group opera attraverso le sue controllate sono, al luglio 2020, i seguenti: